# Mavdud
Mavdud ibn Altuntaš, znan tudi kot Šaraf a-Daula Mavdud, je bil turški vojaški poveljnik in od leta 1109 do 1113 atabeg Mosula, * ni znano, † 2. oktober 1113.
Večkrat je poskušal ponovno osvojiti ozemlje, ki so ga okupirali križarji, vendar mu to ni uspelo.

## Življenje
Mavdud je bil častnik sedžuškega sultana Mohameda I. Taparja, ki je dobil nalogo, da osvovodi Mosul od uporniškega atabega Džavalija Sakava. Po osvojitvi mesta je večkrat poskušal pregnati križarje in bližnje kneževine Antiohije in grofije Edese. Prvič je poskušal leta 1110. Njegovi vojski sta se pridružili vojski mardinskega emirja Ilgazija in hilaškega emirja Sokmana al-Kutbija. Aprila je začel oblegati Edeso, po intervenciji jeruzalemskega kralja Balduina I. pa se je moral umakniti.
Naslednje leto se je ponovno odpravil na pohod na Edeso. V Edesi so po prvem obleganju utrdili mestno obzidje, zato je začel oblegati Turbessel Joscelina I. Courtenayskega. Ko je od Radvana Alepskega izvedel, da križarji pod poveljstvom Tankreda Galilejskega oblegajo Alep, je krenil proti Alepu. Ob prihodu  je odkril, da mesto sploh ni ogroženo, Radvan pa mu ni hotel odpreti mestnih vrat. Izvedel je tudi, da se je reševalna vojska Balduina I. obrnila  proti severu, zato je začel ponovno oblegati Turbessel.  Sledila je bitka pri Šaizarju (13.-29. september 1111), ki je bila bolj podobna nizu manjših spopadov. Končala se je brez zmagovalca in Mavdudovim taktičnim umikom. 
Pohod leta 1112 se je začel z obleganjem Turbessela in se končal 15. junija, ko je Joscelin zdesetkal mosulsko vojsko. Poskus, da bi Edeso osvojili s pomočjo armenskih meščanov, je Balduin II. odkril in usmrtil armenske udeležence zarote. 
Leta 1113 je Tugtekin Damaščanski, ogorčen zaradi pogostih vpadov križarjev na njegovo ozemlje, pozval Mavduda, naj se mu pridruži v napadu na Jeruzalemsko kraljestvo.  Zaveznika sta opustošila Galijejo in oblegala Tiberijo, vendar je nista mogla osvojiti. 28. junija sta v bitki pri al-Samabri porazila Balduina I. Jeruzalemskega. Pred popolnim uničenjem so ga rešile okrepitve, ki so napadalce zaradi pomanjkanja zalog prisilile na umik v Damask.
Mavduda so me obiskom na Tugtekinovem dvoru v Damasku umorili asasini.